# Młyniska (obwód lwowski)
Młyniska (ukr. Млиниська) – wieś na Ukrainie w rejonie stryjskim (do 2020 roku w rejonie żydaczowskim) obwodu lwowskiego nad Dniestrem. Wieś liczy 766 mieszkańców.

## Historia
Pierwsze wzmianki o wsi są w dokumentach z 1435 i 1464 roku. Jej właścicielem była co najmniej od 1456 r. rzymskokatolicka kapituła katedralna we Lwowie.
Pod koniec XIX w. wieś w powiecie żydaczowskim.
W II Rzeczypospolitej miejscowość była siedzibą gminy wiejskiej Młyniska w powiecie żydaczowskim województwa stanisławowskiego. W latach 1944–1945 nacjonaliści ukraińscy z OUN-UPA zamordowali tutaj 30 Polaków, grabiąc i paląc polskie gospodarstwa.

## Kościół pw. św. Józefa
Wzniesiony w 1864 r. jako kaplica publiczna, przebudowany na kościół filialny w 1883 r. Od 1929 samodzielna parafia, w skład której wchodziły 4 okoliczne wsie, w tym Bereźnica Królewska. Po 1945 r. świątynia została zamknięta, a następnie częściowo rozebrana i przebudowana na magazyn. Obecnie pusta i zdewastowana.